# Kanton Aubin
Aubin is een voormalig kanton van het Franse departement Aveyron. Het kanton maakte deel uit van het arrondissement Villefranche-de-Rouergue. Het werd opgeheven bij decreet van 21 februari 2014 met uitwerking op 22 maart 2015.

## Gemeenten
Het kanton Aubin omvatte de volgende gemeenten:
- Aubin (hoofdplaats)
- Cransac
- Firmi
- Viviez